# Michael Arad
Michael Arad, hebr. ‏מיכאל ארד‎ (ur. 21 lipca 1969 w Londynie) – amerykańsko-izraelski architekt, współtwórca pomnika upamiętniającego ofiary zamachu z 11 września 2001 roku.

## Życiorys
Jest synem izraelskiego dyplomaty Mosze Arada, ambasadora Izraela w USA. Dzieciństwo spędził w Stanach Zjednoczonych, Izraelu i Meksyku. Ukończył Dartmouth College (1994) i Georgia Institute of Technology (1999). W 1999 roku zamieszkał na Manhattanie. Pracował dla biura projektowego Kohn Pedersen Fox. W późniejszym okresie był jednym z miejskich projektantów Nowego Jorku. W 2003 roku swoją pracą Reflecting Absence wygrał międzynarodowy konkurs na zaprojektowanie National September 11 Memorial & Museum, pokonując ponad 5000 innych propozycji. W 2004 roku przystąpił do zespołu Handel Architects projektującego miejsce pamięci o 11 września. W 2006 roku otrzymał Young Architects Award przyznawaną przez American Institute of Architects. W 2012 został uhonorowany nagrodą AIA Presidential Citation. W 2017 roku został wybrany na projektanta pomnika ku czci ofiar strzelaniny w kościele w Charleston, która miała miejsce dwa lata wcześniej.